# 응우옌바껀

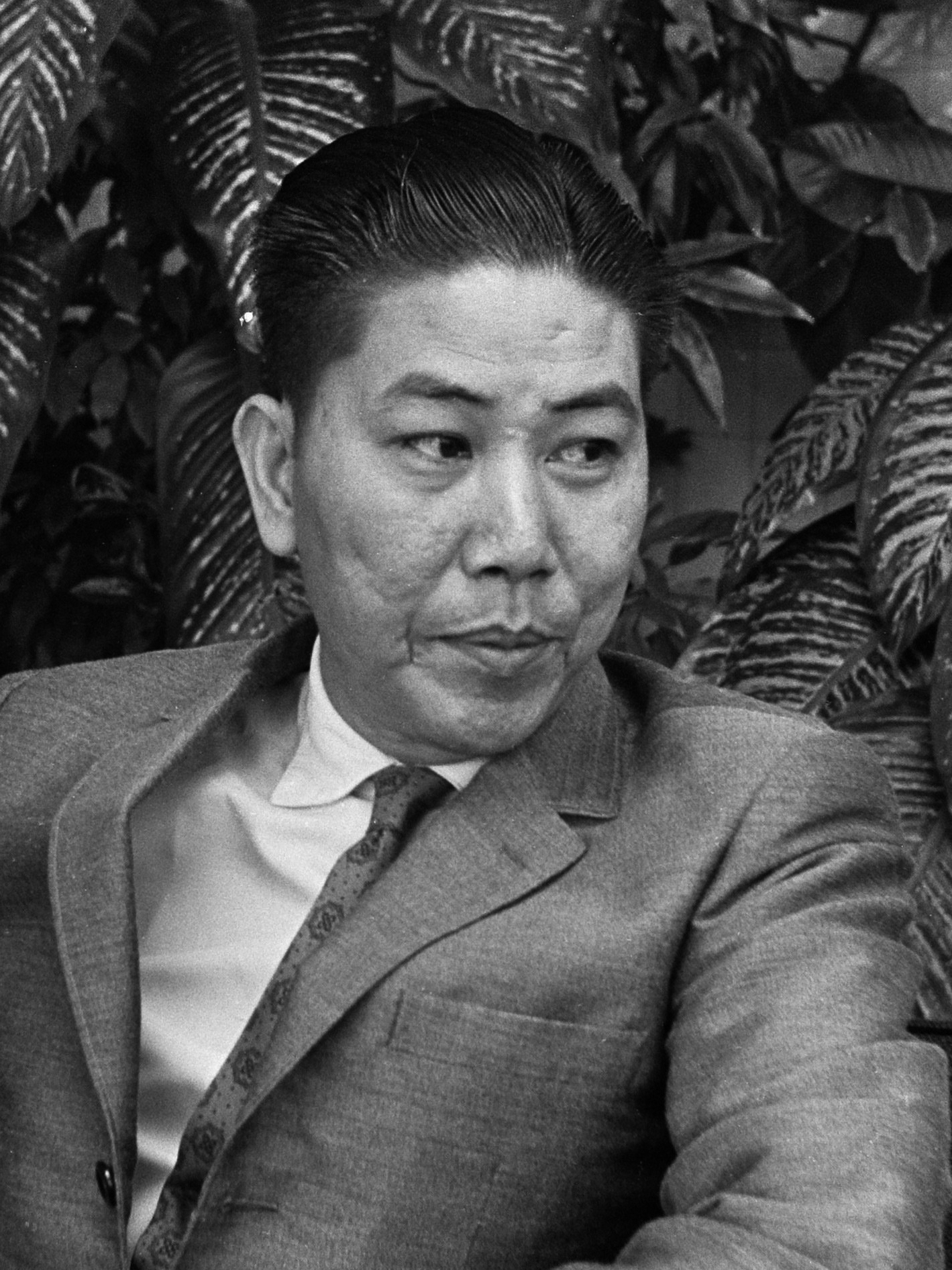
응우옌바껀

응우옌바껀(베트남어: Nguyễn Bá Cẩn, 1930년 9월 9일 ~ 2009년 5월 20일)은 베트남의 정치인이다. 1975년 4월 5일부터 1975년 4월 23일까지 남베트남의 총리를 역임했다. 퇴임 이후 미국로 이주했다.

## 같이 보기
- 베트남 공화국